# Roadrailer
Roadrailer je transportna prikolica opremljena s cestnimi in železniškimi kolesi. Lahko jo vleče tovornjak po cesti ali pa lokomotiva po železniških tirih - t. i. intermodalni transport. Ta način prevoza je bolj učinkovit, kot če bi prikolico ali pa celoten tovornjak naložili na vagon. Roadailer prikolica je samo okrog 450 kg težja od običajne prikolice. Prvič so se pojavili v 1950ih. Namen je bil zmanjšati porabo goriva in ekološki odtis, železniški transport je okrog 5-7x bolj učinkovit kot transport s tovornjakom.

## Uporaba
Roadailerji se uporabljajo:
- ZDA - aktivno, znan tudi kot Triple Crown
- Združenem kraljestvu Velike Britanije in Severne Irske

v 1960ih
- Avstraliji v 1980-90ih
- Avstriji
- Braziliji
- Kanadi
- Novi Zelandiji - samo eksperimentalno